# Emiel Burrows
Emiel Burrows, né le 17 mai 1992, est un footballeur international cookien. Il évolue au poste d'attaquant au Oratia United AFC.

## International
Il dispute son premier match avec sa sélection en novembre 2011, lors d'une rencontre comptant pour les éliminatoires de la Coupe du monde 2014.